# Хай Дуонг (провинция)
Хай Дуонг (на виетнамски: Hải Dương) е виетнамска провинция разположена в регион Донг Банг Сонг Хонг и се намира в северната част на страната, на почти равни разстояния между столицата Ханой и град Хайфонг. Населението е 1 797 300 жители (по приблизителна оценка за юли 2017 г.).На виетнамски се произнася: Хай Зъонг
През последните години Хай Дуонг е сред една от икономически най-бързо развиващите се провинции във Виетнам. Тя е една от трите най-предпочитани от чуждестранните инвеститори провинции (заедно с Бун Дуонг и Хошимин).

## Административно деление
Хай Зуонг се дели на един град (Хай Зуонг) и единадесет поделения:
- Бин Жианг
- Кам Жианг
- Ти Лин
- Жиа Лок
- Ким Тхан
- Кин Мон
- Нам Сат
- Нин Жианг
- Тхан Ха
- Тхан Миен
- Ту Ки